# Карл Вилхелм Георг фон Хесен-Дармщат
Карл Вилхелм Георг фон Хесен-Дармщат (на немски: Karl Wilhelm Georg von Hessen-Darmstadt* 16 май 1757 в Дармщат; † 15 август 1797 в Дармщат) е принц от Хесен-Дармщат. 
Той е четвъртият син на ландграф Георг Вилхелм фон Хесен-Дармщат (1722 – 1782) и съпругата му Мария Луиза фон Лайнинген-Дагсбург-Фалкенбург (1729 – 1818), дъщеря на граф Христиан Карл Райнхард фон Лайнинген-Дагсбург.
Брат е на Лудвиг Георг Карл (1749 – 1823), Георг Карл (1754 – 1830) и Фридрих (1759 – 1808). 
Карл Вилхелм Георг умира неженен през 1797 г.